# Ščobík
Ščobík je vrch ve Vihorlatských vrších. Nachází se jižně od města Snina v katastrálním území obce Dlhé nad Cirochou.

## Vysílač
Na vrcholu v nadmořské výšce 756 m se nachází vysílač. Pokrývá hlavně Horní Zemplín. Horizontální polarizovaný anténní systém je umístěn na stožáru 60 metrů nad zemí.
Vysílač provozuje společnost RDT Telecom Košice. Z vysílače vysílají:
- 88,5 MHz Rádio Viva 10 kW
- 95,9 MHz Rádio Kiss 10 kW